# Helina taurica
Helina taurica är en tvåvingeart som först beskrevs av Johann Andreas Schnabl 1911.  Helina taurica ingår i släktet Helina och familjen husflugor. Inga underarter finns listade i Catalogue of Life.